# August Braun (Kirchenmaler)
August Braun (* 16. Mai 1876 in Wangen im Allgäu; † 8. April 1956 ebenda) war ein deutscher Kirchenmaler aus Wangen im Allgäu.

## Leben
August Braun wurde als jüngstes von dreizehn Kindern des Wangener Arztes Josef Braun 1876 geboren. Nach dem Abitur studierte er an der Kunstakademie München. Seine Lehrer waren Gebhard Fugel und Karl Kasper.  Braun war in seiner Münchner Studienzeit mit Hermann Anton Bantle, Franz Martin, dem Restaurator Baur und A. Pfeffer aus Rottenburg befreundet. 1898 folgte eine mehrmonatige Studienunterbrechung zu Studienzwecken in Leipzig. Das gesamte Jahr 1899 verbrachte der Maler, um sich weiterzubilden, in Paris. In München wurde er Schüler des bekannten Tiermalers Heinrich von Zügel. 1908 beendete er sein Studium und war bis 1914 freischaffender Künstler.
Unterdessen hatte Braun, ähnlich wie andere Künstler seiner Zeit, eine Künstlergruppe gebildet; der Freskenmaler und Illustrator arbeitete unter anderem in Berlin in Künstlergemeinschaft im „Atelier Ernst Neumann“, das dem dort als Maler und Gebrauchsgraphiker tätigen Ernst Neumann (1871–1954) gehörte.
Ab 1914 nahm Braun am Ersten Weltkrieg teil. Ab 1918 lebte er wieder in seiner Heimatstadt Wangen im Allgäu. Bescheiden, unpolitisch, keiner politischen Partei angehörend, ging er stets morgens zur Frühmesse. Er starb 1956 und wurde in dem Familiengrab der Familie Braun auf dem Wangener Friedhof bestattet.
Der Kirchenmaler Josef Braun (1903–1965) war sein Neffe, beide arbeiteten häufig zusammen.

## Werke
Von August Braun existieren 50 Aus- und Anmalungen in weltlichen und kirchlichen Gebäuden in Oberschwaben und dem Allgäu. Er wurde von Fugel, der Neuen Sachlichkeit und Otto Dix beeinflusst. Seine Wand- und Deckenbilder fügen sich durch eine vergleichsweise traditionelle Malweise in die historischen Innenräume bzw. Ensembles ein. Dass sie im 20. Jahrhundert gemalt wurden, zeigt sich eher in Details. So tragen beispielsweise Prozessionsteilnehmer den modernen Straßenanzug (Eriskirch) oder es sind Persönlichkeiten der Zeitgeschichte dargestellt oder angedeutet (Rötenbach, drei Päpste in Zeil). An den zeitgleichen, 1933 geschaffenen Malereien in Eriskirch lässt sich deutlich die unterschiedliche stilistische Handschrift von August Braun (Decke) und Josef Braun (Chorwand) erkennen. Dabei ist der weniger moderne Gestus August Brauns wohl nicht als Unkenntnis oder Unvermögen zu verstehen (beispielsweise zeigt eine Zeichnung Christus säubert den Tempel in den Gewandfalten und bei den Händlern beinahe kubistische Formen), sondern als bewusste Zurücknahme. Einerseits wurde er so zum „besten Barockmaler unserer Zeit“, andererseits war er so auch weniger dem Vorwurf der „entarteten Kunst“ ausgesetzt als sein Neffe.

### Kirchen
- St. Otmar in Akams: Chorfresko (1926)[5]
- St. Maria in Schloss Zeil: Deckenfresko (1939)[6]
- St. Jakobus in Rötenbach: Deckenfresko (1944)
- St. Cyrus in Hausen ob Allmendingen. Deckenfresco (datiert 1947)
- Hausen ob Urspring: Deckenfresco (1948?)

### Profanbauten
- Martinstor (Lindauer Tor) in Wangen im Allgäu: Bemalung (1924), von August und Josef Braun[7]
- Haus Herrenstraße 23, Wangen im Allgäu: Fassadenbild Der siegreiche Kampf der Wangener Schmiede gegen den Truchsessen von Waldburg 1389 (bei Neubau 1969 zerstört?)[8]